# Grande Prêmio da Espanha de 2013
O Grande Prêmio da Espanha de 2013 foi a 5ª etapa da temporada de F1 daquele ano e foi disputado no Circuito da Catalunha, em Barcelona, entre 10 e 12 de maio. A vitória ficou com o piloto da casa, Fernando Alonso. O piloto brasileiro, Felipe Massa, subiu no pódio, pela primeira vez na temporada, em terceiro lugar.
Com a vitória, Fernando Alonso tornou-se o primeiro piloto em 23 anos a vencer o Grande Prêmio da Espanha sem ter largado entre os três primeiros do grid (largou em quinto), e o primeiro no Circuito da Catalunha.

## Treinos Livres

### Primeiro Treino Livre
- Quinta-feira

| Pos | Piloto           | Construtor           | Tempo    |
| --- | ---------------- | -------------------- | -------- |
| 1   | Fernando Alonso  | Ferrari              | 1:25.252 |
| 2   | Felipe Massa     | Ferrari              | 1:25.455 |
| 3   | Jean-Éric Vergne | Toro Rosso-Ferrari   | 1:25.667 |
| 4   | Romain Grosjean  | Lotus-Renault        | 1:26.042 |
| 5   | Adrian Sutil     | Force India-Mercedes | 1:26.212 |

### Segundo Treino Livre
- Sexta-feira

| Pos | Piloto           | Construtor       | Tempo    |
| --- | ---------------- | ---------------- | -------- |
| 1   | Sebastian Vettel | Red Bull-Renault | 1:22.808 |
| 2   | Fernando Alonso  | Ferrari          | 1:22.825 |
| 3   | Mark Webber      | Red Bull-Renault | 1:22.891 |
| 4   | Kimi Räikkönen   | Lotus-Renault    | 1:23.030 |
| 5   | Felipe Massa     | Ferrari          | 1:23.110 |

### Terceiro Treino Livre
- Manhã de Sábado

| Pos | Piloto           | Construtor       | Tempo    |
| --- | ---------------- | ---------------- | -------- |
| 1   | Felipe Massa     | Ferrari          | 1:21.901 |
| 2   | Kimi Räikkönen   | Lotus-Renault    | 1:21.907 |
| 3   | Mark Webber      | Red Bull-Renault | 1:22.044 |
| 4   | Romain Grosjean  | Lotus-Renault    | 1:22.069 |
| 5   | Sebastian Vettel | Red Bull-Renault | 1:22.229 |

## Classificação
| Pos.               | No. | Piloto              | Construtor           | Q1       | Q2       | Q3       | Grid |
| ------------------ | --- | ------------------- | -------------------- | -------- | -------- | -------- | ---- |
| 1                  | 9   | Nico Rosberg        | Mercedes             | 1:21.913 | 1:21.776 | 1:20.718 | 1    |
| 2                  | 10  | Lewis Hamilton      | Mercedes             | 1:21.728 | 1:21.001 | 1:20.972 | 2    |
| 3                  | 1   | Sebastian Vettel    | Red Bull-Renault     | 1:22.158 | 1:21.602 | 1:21.054 | 3    |
| 4                  | 7   | Kimi Räikkönen      | Lotus-Renault        | 1:22.210 | 1:21.676 | 1:21.177 | 4    |
| 5                  | 3   | Fernando Alonso     | Ferrari              | 1:22.264 | 1:21.646 | 1:21.218 | 5    |
| 6                  | 4   | Felipe Massa        | Ferrari              | 1:22.492 | 1:21.978 | 1:21.219 | 91   |
| 7                  | 8   | Romain Grosjean     | Lotus-Renault        | 1:22.613 | 1:21.998 | 1:21.308 | 6    |
| 8                  | 2   | Mark Webber         | Red Bull-Renault     | 1:22.342 | 1:21.718 | 1:21.570 | 7    |
| 9                  | 6   | Sergio Pérez        | McLaren-Mercedes     | 1:23.116 | 1:21.790 | 1:22.069 | 8    |
| 10                 | 14  | Paul di Resta       | Force India-Mercedes | 1:22.663 | 1:22.019 | 1:22.233 | 10   |
| 11                 | 19  | Daniel Ricciardo    | Toro Rosso-Ferrari   | 1:22.905 | 1:22.127 |          | 11   |
| 12                 | 18  | Jean-Éric Vergne    | Toro Rosso-Ferrari   | 1:22.775 | 1:22.166 |          | 12   |
| 13                 | 15  | Adrian Sutil        | Force India-Mercedes | 1:22.952 | 1:22.346 |          | 13   |
| 14                 | 5   | Jenson Button       | McLaren-Mercedes     | 1:23.166 | 1:22.355 |          | 14   |
| 15                 | 11  | Nico Hülkenberg     | Sauber-Ferrari       | 1:23.058 | 1:22.389 |          | 15   |
| 16                 | 12  | Esteban Gutiérrez   | Sauber-Ferrari       | 1:23.218 | 1:22.793 |          | 192  |
| 17                 | 17  | Valtteri Bottas     | Williams-Renault     | 1:23.260 |          |          | 16   |
| 18                 | 16  | Pastor Maldonado    | Williams-Renault     | 1:23.318 |          |          | 17   |
| 19                 | 21  | Giedo van der Garde | Caterham-Renault     | 1:24.661 |          |          | 18   |
| 20                 | 22  | Jules Bianchi       | Marussia-Cosworth    | 1:24.713 |          |          | 20   |
| 21                 | 23  | Max Chilton         | Marussia-Cosworth    | 1:24.996 |          |          | 21   |
| 22                 | 20  | Charles Pic         | Caterham-Renault     | 1:25.070 |          |          | 22   |
| 107% time:1:27.448 |     |                     |                      |          |          |          |      |
| Source:            |     |                     |                      |          |          |          |      |

- ↑1  — Felipe Massa foi punido com a perda de 3 posições por ter bloqueado Mark Webber.[6]
- ↑2  — Esteban Gutierrez foi punido com a perda de 3 posições por ter bloqueado Kimi Räikkönen.[6]

## Corrida
| Pos.   | No. | Piloto              | Construtor           | Voltas | Tempo/Abandono  | Grid | Pontos |
| ------ | --- | ------------------- | -------------------- | ------ | --------------- | ---- | ------ |
| 1      | 3   | Fernando Alonso     | Ferrari              | 66     | 1:39:16.157     | 5    | 25     |
| 2      | 7   | Kimi Räikkönen      | Lotus-Renault        | 66     | +9.238          | 4    | 18     |
| 3      | 4   | Felipe Massa        | Ferrari              | 66     | +25.049         | 9    | 15     |
| 4      | 1   | Sebastian Vettel    | Red Bull-Renault     | 66     | +38.273         | 3    | 12     |
| 5      | 2   | Mark Webber         | Red Bull-Renault     | 66     | +47.963         | 7    | 10     |
| 6      | 9   | Nico Rosberg        | Mercedes             | 66     | +1:08.020       | 1    | 8      |
| 7      | 14  | Paul di Resta       | Force India-Mercedes | 66     | +1:08.988       | 10   | 6      |
| 8      | 5   | Jenson Button       | McLaren-Mercedes     | 66     | +1:19.506       | 14   | 4      |
| 9      | 6   | Sergio Pérez        | McLaren-Mercedes     | 66     | +1:21.738       | 9    | 2      |
| 10     | 19  | Daniel Ricciardo    | Toro Rosso-Ferrari   | 65     | +1 lap          | 11   | 1      |
| 11     | 12  | Esteban Gutierrez   | Sauber-Ferrari       | 65     | +1 lap          | 19   |        |
| 12     | 10  | Lewis Hamilton      | Mercedes             | 65     | +1 lap          | 2    |        |
| 13     | 15  | Adrian Sutil        | Force India-Mercedes | 65     | +1 lap          | 13   |        |
| 14     | 16  | Pastor Maldonado    | Williams-Renault     | 65     | +1 lap          | 17   |        |
| 15     | 11  | Nico Hülkenberg     | Sauber-Ferrari       | 65     | +1 lap          | 15   |        |
| 16     | 17  | Valtteri Bottas     | Williams-Renault     | 65     | +1 lap          | 16   |        |
| 17     | 20  | Charles Pic         | Caterham-Renault     | 65     | +1 lap          | 22   |        |
| 18     | 22  | Jules Bianchi       | Marussia-Cosworth    | 64     | +2 laps         | 20   |        |
| 19     | 23  | Max Chilton         | Marussia-Cosworth    | 64     | +2 laps         | 21   |        |
| 20     | 18  | Jean-Éric Vergne    | Toro Rosso-Ferrari   | 54     | Accident damage | 12   |        |
| Ret    | 21  | Giedo van der Garde | Caterham-Renault     | 23     | Wheel           | 18   |        |
| Ret    | 8   | Romain Grosjean     | Lotus-Renault        | 9      | Suspension      | 6    |        |
| Fonte: |     |                     |                      |        |                 |      |        |

### Volta Mais Rápida
| Ranking | Piloto            | Construtor-Motor        | Tempo    |
| ------- | ----------------- | ----------------------- | -------- |
| 1       | Esteban Gutierrez | Sauber-Ferrari          | 1:26.217 |
| 2       | Felipe Massa      | Ferrari                 | 1:26.394 |
| 3       | Fernando Alonso   | Ferrari                 | 1:26.395 |
| 4       | Nico Hulkenberg   | Sauber-Ferrari          | 1:26.586 |
| 5       | Fernando Alonso   | Ferrari                 | 1:26.681 |
| 6       | Kimi Räikkönen    | Lotus-Renault           | 1:26.757 |
| 7       | Paul di Resta     | Force India-Mercedes    | 1:26.776 |
| 8       | Mark Webber       | Red Bull Racing-Renault | 1:27.017 |
| 9       | Sebastian Vettel  | Red Bull Racing-Renault | 1:27.036 |
| 10      | Sergio Perez      | McLaren-Mercedes        | 1:27.251 |
| Fonte:  |                   |                         |          |

## Curiosidade
- Foi a primeira vez em 58 anos que a Mercedes teve 3 poles consecutivas na F1.[9]
- Foi a primeira vez que Esteban Gutierrez fez a volta mais rápida de uma corrida. Com isso, tornou-se o 126º piloto diferente a marcar uma volta mais rápida de corrida na história da F1.[9]
- Último pódio de Felipe Massa pela Ferrari além de ser o único dele na temporada.
- Última vitória de Fernando Alonso na F1

## Pontuação do Campeonato Após a Corrida
| Pos | Piloto           | Pontos | Var     |
| --- | ---------------- | ------ | ------- |
| 1   | Sebastian Vettel | 89     | Estável |
| 2   | Kimi Räikkönen   | 85     | Estável |
| 3   | Fernando Alonso  | 72     | 1       |
| 4   | Lewis Hamilton   | 50     | 1       |
| 5   | Felipe Massa     | 45     | 1       |

| Pos | Piloto               | Pontos | Var     |
| --- | -------------------- | ------ | ------- |
| 1   | Red Bull-Renault     | 131    | Estável |
| 2   | Ferrari              | 117    | 1       |
| 3   | Lotus-Renault        | 111    | 1       |
| 4   | Mercedes             | 72     | Estável |
| 5   | Force India-Mercedes | 32     | Estável |